# Jozef Tiso
Pour l’article homonyme, voir Tiso.
 (octobre 2009).
Si vous disposez d'ouvrages ou d'articles de référence ou si vous connaissez des sites web de qualité traitant du thème abordé ici, merci de compléter l'article en donnant les références utiles à sa vérifiabilité et en les liant à la section « Notes et références ».
Jozef Tiso (13 octobre 1887 – 18 avril 1947 à Bratislava) est un prêtre catholique devenu député au Parlement tchécoslovaque et homme d'État, membre du gouvernement tchécoslovaque et finalement président de la République slovaque pendant la Seconde Guerre mondiale.
Militant indépendantiste, il accède au pouvoir à la suite du démembrement de la Tchécoslovaquie en 1939 sous la pression du Troisième Reich. Il impose alors un régime de parti unique antisémite et vassal de facto d'Hitler. Il fait participer l'État slovaque à la guerre contre l'Union soviétique à partir de 1941 et à la Solution finale. En avril 1945, l'avance de l'Armée rouge le force à quitter le pouvoir. En 1947, alors que le pays est sous la direction du gouvernement d'union nationale tchécoslovaque, Tiso est jugé, condamné et pendu pour trahison, suppression des libertés et crime contre l'humanité.

## Les débuts
Il naît à Veľká Bytča (aujourd'hui Bytča en Slovaquie), il est diplômé du Pasmaneum de Vienne en 1910 comme théologien, puis il travaille comme prêtre dans plusieurs paroisses, enseigne la langue slovaque et organise les activités culturelles de divers patronages. Outre le slovaque, sa langue natale, Tiso parlait parfaitement l'allemand et le tchèque. Au début de la Première Guerre mondiale, il est aumônier militaire. En 1915, il est nommé directeur du séminaire théologique de Nitra et professeur chez les piaristes de la ville. De 1921 à 1925, il est secrétaire de l'évêque de Nitra et enseigne au séminaire de la Divinité. Il est nommé en 1924 doyen de la ville de Bánovce nad Bebravou où il exerce également comme prêtre.

## L’ascension politique
Tiso devient l'un des dirigeants du Parti du peuple slovaque (Slovenská ľudová strana). Le père Andrej Hlinka avait fondé ce parti en 1913 quand la Slovaquie était encore sous domination austro-hongroise. L'objet de ce parti était l'autonomie de la Slovaquie dans une communauté tchécoslovaque. Aux élections de 1923, il est le premier parti en Slovaquie qui représente un tiers de la population de la Tchécoslovaquie. Quand Hlinka meurt en 1938, Tiso exerce de facto la présidence du parti, dont il avait été vice-président de 1930 à 1938, à partir du 1er octobre de la même année.
De 1925 à la dissolution du Parlement tchécoslovaque en 1939, il est député.
De 1927 à 1929, il occupe la position de ministre de la Santé et des Sports du gouvernement tchécoslovaque.

## Vers l'indépendance
À la suite des accords de Munich, l'Allemagne d'Hitler envahit les Sudètes et le président tchécoslovaque, Edvard Beneš, part en exil en octobre 1938. Dans le chaos qui s'ensuit, la Slovaquie proclame son autonomie dans le cadre de la Tchécoslovaquie et Tiso, en tant que président de la première force politique du pays, devient, le 7 octobre 1938, président du gouvernement autonome slovaque, fonction qu'il occupe jusqu'au 9 mars 1939.
La Hongrie de l'amiral Horthy, qui n'avait jamais totalement accepté la division de son territoire imposée par le traité de Trianon, fait alors pression auprès de l'Allemagne et de l'Italie (la France et le Royaume-Uni se désintéressant de la question) pour récupérer « ses » Sudètes (partie de la plaine du Danube au sud de la Slovaquie où, aujourd'hui encore, vit une minorité magyare, majoritaire dans ces communes). C'est l'arbitrage de Vienne, conséquence de l'annexe première des accords de Munich qui, en novembre 1938 cause la perte du tiers du territoire de la Slovaquie au profit de la Hongrie.
À la fin de l'année 1938, tous les partis politiques slovaques (à l'exception des communistes et des sociaux-démocrates) se rangent sous la bannière du Parti de Tiso qui prend désormais pour nom celui de Parti populaire slovaque de Hlinka-Parti de l'unité nationale slovaque (Hlinkova slovenská ľudová strana - Strana slovenskej národnej jednoty, HSĽS-SSNJ). En janvier 1939, tous les partis politiques sont interdits à l'exception du HSĽS-SSNJ qui devient ainsi le parti unique des nationaux slovaques, du Deutsche Partei (Parti allemand) représentant la minorité allemande de Slovaquie et du Magyar Párt (Parti hongrois) représentant la minorité hongroise de Slovaquie.
Les Allemands qui veulent s'emparer du potentiel industriel de la Bohême-Moravie, et que la Slovaquie intéresse peu, cherchent néanmoins à convaincre les Slovaques de déclarer leur indépendance. Le 9 mars 1939, les autorités tchécoslovaques limogent Tiso de son poste de président du gouvernement autonome slovaque. Perdant patience, Adolf Hitler convoque Tiso à Berlin, le 13 mars et le somme de déclarer l'indépendance « avec la rapidité de l'éclair » sinon la Slovaquie sera partagée entre la Hongrie et la Pologne. Tiso contacte alors Emil Hácha, le président tchécoslovaque et Karol Sidor, le nouveau président du gouvernement autonome slovaque, pour obtenir leur accord. L'assemblée slovaque (slovenský snem) est convoquée le 14 mars et l'indépendance de la République slovaque proclamée le jour même. Le 15 mars, les armées allemandes occupent la Bohême-Moravie.

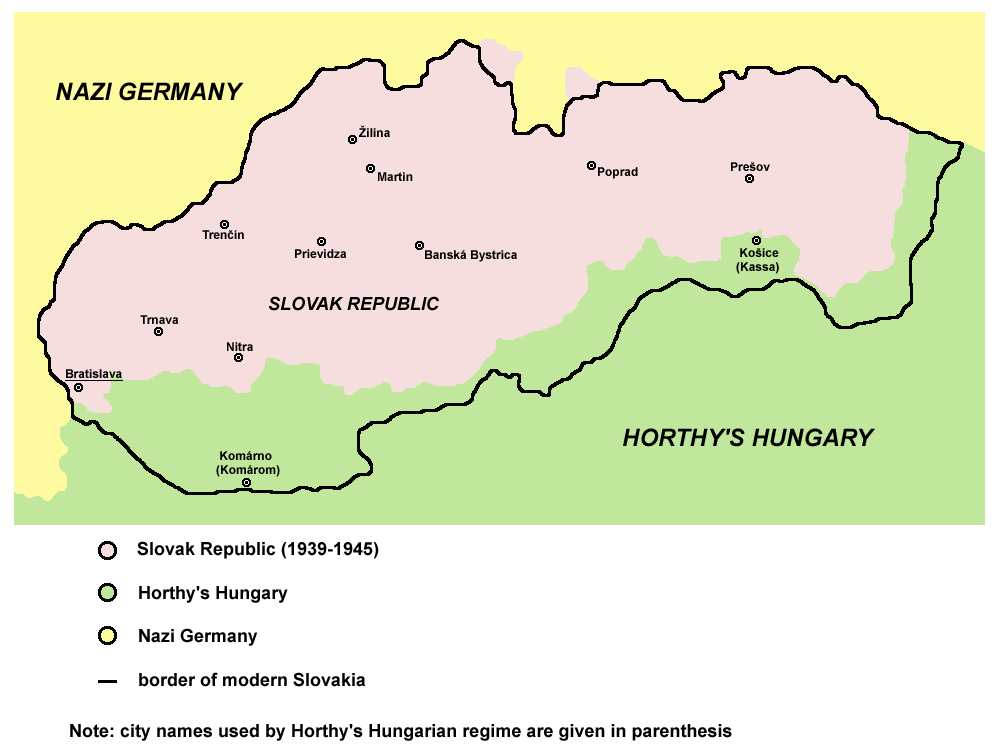
La République slovaque en 1941.

## Quelle indépendance?
L'indépendance de la Slovaquie est pratiquement restée une illusion.
Jozef Tiso, plutôt qu'un thuriféraire du nazisme, est un défenseur d'une conception national-catholique de l'État et entreprend de mettre en sourdine les tendances national-socialistes de certains de ses collaborateurs, en particulier le chef de la Garde Hlinka (Hlinkova garda) qui collaborait ouvertement avec les Allemands. Ceux-ci imposent comme chancelier Vojtech Tuka, un Hongrois de Slovaquie, chef de la fraction radicale du Parti du peuple slovaque, qui leur est favorable.

## La question juive
Si la Slovaquie impose très tôt des lois anti-juives (loi 105 du 9 septembre 1941), Tiso accordera 2 000 grâces présidentielles, définies dans le cadre de la loi, en particulier aux Juifs baptisés.
La déportation des Juifs slovaques commence en mars 1942. Elle est légalisée a posteriori en mai 1942 par la loi sur la déportation des Juifs, signée par Tiso, qui exclut les Juifs ou Juives marié(e)s à un Slovaque non-juif, ainsi que leurs enfants.
La déportation est interrompue, et la loi abrogée, en octobre de la même année, quand il est clair que ce n'est pas de « camps de travail », mais bien « d'extermination » qu'il s'agit. L'opinion publique proteste alors contre la continuation de la déportation. La Slovaquie devient alors un refuge pour de nombreux Juifs des pays alentour, en particulier de Hongrie à partir de mars 1944 quand la Wehrmacht occupe le pays et que les Juifs hongrois sont déportés en masse sur ordre du gouvernement de Döme Sztójay).
On estime cependant à 75 % la part de la population juive de Slovaquie exterminée dans les camps nazis.

## La fin
La conquête de la Slovaquie en avril 1945 met de fait un terme aux fonctions de Tiso. Il s'enfuit via l'Autriche vers la Bavière où il est arrêté par les Alliés et livré pour être jugé au gouvernement tchécoslovaque. Il est condamné pour haute trahison et pendu le 18 avril 1947.